# 11 Piscium
11 Piscium är en orange jätte i stjärnbilden  Fiskarna. 
11 Psc har visuell magnitud +6,34 och är svagt synlig för blotta ögat vid god seeing. Den befinner sig på ett avstånd av ungefär 910 ljusår.